# Šivetice
Šivetice jsou obec na Slovensku v okrese Revúca. První písemná zmínka pochází z roku 1262.
V obci se nachází klasicistní evangelický kostel z roku 1785. Nejvýznamnější památkou je pozdně románská římskokatolická rotunda svaté Markéty Antiochijské s románskými i gotickými freskami pocházející z druhé čtvrtiny 13. století. Nachází se na vyvýšenině nad obcí.